# Диего Кавалиери
Диего Кавалиери (на италиански: Diego Cavalieri, роден на 1 декември 1982 г. в Сао Пауло) е бразилски футболист, вратар, който играе за английския клуб Ливърпул. Кавалиери е от италиански произход и освен бразилски притежава и италиански паспорт.
Кавалиери прави професионалния си дебют за Палмейраш при победа като гост над Рио Кларо в Лига Паулища на 24 юни 2002 г. За Палмейраш той записва общо 33 мача, в които допуска 47 гола.
На 11 юли 2008 той подписва с Ливърпул за неоповестена трансферна сума, за която се смята, че е около £3 милиона. Кавалиери прави своя дебют срещу ФК Транмиър Роувърс в приятелска среща на 12 юли 2008 г. Той става едва третият бразилски играч след Фабио Аурелио и Лукаш Лейва, който облича екипа на Ливърпул. След пристигането си Кавалери получава фланелката с номер 1, овакантена от Йежи Дудек.